# Top 50
 (décembre 2021).
- Si vous ne connaissez pas le sujet, laissez ce bandeau (vous pouvez alors contacter les auteurs).
- Si vous supprimez le contenu mis en cause (vous pouvez préalablement contacter les auteurs),

argumentez précisément cette suppression dans la page de discussion
(un manque de référence n'est pas un argument ; une recherche réelle de référence doit avoir été effectuée, être formellement documentée).
 (octobre 2017).
En France, le Top 50 est un hit-parade, le seul classement officiel des ventes de singles.
Initié par le Syndicat national de l'édition phonographique (SNEP) en 1984, le Top 50 permet la diffusion hebdomadaire d'un classement des meilleures ventes de 45 tours puis d'albums (le Top Albums).
Véritable institution, sa notoriété est due notamment à l'émission télévisée, simplement intitulée Top 50, qu'en fit Canal+ pendant 9 ans (diffusée en clair de 1984 à 1993), avec plus de 462 émissions, auxquelles s'ajoutent plus de 148 émissions Top Albums.

## Description et méthodologie

### De 1984 à 1993
De sa première diffusion le 4 novembre 1984 jusqu'à sa dernière diffusion télévisée le 3 septembre 1993, le Top 50 est élaboré par deux instituts de sondages, Nielsen et Ipsos.
En 1984, la méthodologie du classement est la suivante : chaque mercredi matin, les maisons de disques se réunissent au siège de Nielsen et élaborent une liste de 75 (et non pas 50) titres, en enlevant ceux qui sont en bas de la liste pour les remplacer par des nouvelles entrées. Quotidiennement, deux sociétés de sondage relèvent manuellement les ventes de ces 70 titres, Nielsen comparant les différences de stock dans les bacs des hypermarchés et l'Ipsos s'occupant de ceux des disquaires. Pour permettre de faciliter la tâche, en France, dès le printemps 1984, le code-barres fait son apparition progressive sur les pochettes des formats musicaux 45 tours, Maxi 45 tours, 33 tours et cassette audio, mais pas encore pour toutes les maisons de disques, puis devant le succès du Top 50 est créé en janvier 1985 le Top 20, ancêtre du Top Albums, classement alors mensuel des ventes de 33T et de cassettes. À partir de 1988, la distribution s'informatise, et les méthodes de classements commencent à s'affiner. L'intégralité des disques mis en vente est alors prise en compte afin d'élaborer le classement.

### Depuis 1993
À partir de septembre 1993, c'est l'IFOP qui établit ce classement en informatisant le comptage du nombre d'albums vendus dans les points de vente.
En 2009, la société GfK acquiert la filiale de l'IFOP spécialisée dans les études sur la musique et devient le partenaire du SNEP pour l'élaboration des classements.
Afin de suivre l'évolution du marché de la musique, d'autres classements parallèles sont créés. En 2005, en plus du classement des ventes physiques, un classement des meilleures ventes en téléchargement est créé. Celui-ci durera jusqu'en janvier 2011, date à laquelle il fusionnera avec le classement physique. En février 2017, toujours en plus du classement des ventes, un nouveau classement parallèle apparaît afin de prendre en compte les écoutes en streaming. C'est la naissance du classement Mégafusion.
Le 17 décembre 2020, SNEP et le Official Charts Company (OCC) annoncent leur collaboration pour l'élaboration des classements à partir de janvier 2021, en remplacement de Gfk.

## Historique
En 1982, pour connaître la vente exacte des titres, les États-Unis développent un système fiable, le Billboard, tout comme le Royaume-Uni avec son Music Week. En France, la Sacem comptabilisait alors les disques afin de calculer les droits d'auteurs, mais celle-ci n'était pas capable de donner des chiffres instantanément. Alors, selon leurs partenariats, chaque station de radio établissait son propre classement. Lassé par l'attitude de plusieurs managers qui prétendent tous que leur poulain est n°1 des ventes, Philippe Gildas (alors directeur d'Europe 1) décide en 1984, après deux ans de réflexion, de prendre l'initiative du classement Top 50, avec l'aide financière de Pierre Lescure (directeur général de Canal+), d'Etienne Mougeotte (patron de la rédaction de Télé 7 jours) et deux majors, Polydor et Virgin. Le directeur d'Antenne 2, Pierre Desgraupes, refuse de s'associer à cette opération commerciale, la jugeant sans potentiel d'audience.
Les deux émissions (radio et télévision) du Top 50 se réalisent ensemble dans les locaux de Europe 1, présentant les mêmes résultats, mais leur diffusion n'est pas à la même heure et a chacune son propre présentateur : Yann Hegann sur Europe 1, et Marc Toesca sur Canal+. Après plusieurs mois d’enquête, le classement du premier Top 50 est enfin lancé le dimanche 4 novembre 1984, à 11h, par Yann Hegann sur Europe 1, qui le diffusera tous les jours, du lundi au dimanche, de 16h à 16h30 (le dimanche de 11h à 13h). Plus tôt le même jour, à 08h, André Rousselet, président de Canal+, lance la nouvelle chaîne de télévision, mais il faut attendre le lendemain pour qu'à 18h45 Marc Toesca prenne l'antenne sur Canal+ et dévoile la naissance de ce nouveau « classement des cinquante 45-tours les plus vendus en France » qui sera diffusé également tous les jours (sauf le dimanche) de 18h45 à 19h15 sur Canal +,.
L'émission Top 50 par sa diffusion TV sur Canal+ en clair, a fait partie des premières émissions entièrement consacrées aux clips vidéos à la télévision française, prenant la relève d'autres émissions de clips vidéos lancées à la fin des années 1970 et au début des années 1980 comme l'émission Studio 3 sur TF1 et Platine 45 sur Antenne 2.
Après 9 ans sans interruption, le dernier Top Albums et le dernier Top 50 sont diffusés le vendredi 3 septembre 1993. La diffusion reprendra sur différentes chaînes à partir de 1995.

## La médiatisation du Top 50 à la télévision

### Canal+(4 novembre 1984 - 31 août 1991)
- Présentation : Marc Toesca
- Générique : extraits de la chanson Dream de P. Lion

#### La période Marc Toesca
Marc Toesca popularise l'émission sur Canal+ et en est resté l'animateur emblématique. Il ouvre l'antenne en disant « Salut les p'tits clous ». « P'tits clous » car Marc Toesca recevait du courrier adressé à Marteau Esca,. 
L'émission bat alors des records d'audience auprès des adolescents qui peuvent ainsi découvrir les clips des 45 tours les plus vendus. Les artistes classés viennent souvent sur le plateau, discutent avec Marc Toesca et décident des deux clips qui seront diffusés à l'antenne.
L'émission est produite par Jacques Clément pour Top No 1, filiale d'Europe 1. Le studio se trouve aussi dans les locaux d'Europe 1, rue François 1er, et non à Canal+, rue Olivier de Serres. L'émission est réalisée par Laurent Villevielle, Bernard Gonner. Le parrain de l'émission est Julien Clerc.

#### Saison 1984/1985
La révélation du classement se déroule le samedi en fin d'après-midi, mais Marc Toesca décline aussi ce classement en semaine du lundi au vendredi.
On peut ainsi voir des clips à la télévision de façon quotidienne ce qui était assez rare auparavant. On découvre aussi de nombreux jingles faits « maison » pour la plupart à base d'extraits de clips. Certains jingles contiennent des slogans tels que : « Top 50, l'émission qui rend fou » ou bien « Top 50, chopez le tic ». Il présente parfois l'émission en extérieur.
En janvier 1985, est créé le Top 20, classement mensuel des ventes de 33 tours et cassettes. Il est révélé le premier dimanche du mois à l'heure de midi.

#### Saison 1985/1986
Début 1986, la quotidienne est diffusée de 12h05 à 12h30 et de 20h à 20h15 avec une rediffusion de 7h à 7h30 en crypté. Le magazine Top 50 est créé le 11 mars 1986 avec Jean-Luc Lahaye en couverture pour le premier numéro.
Changement d'horaire le 18 mai 1986, l'émission est programmée de 18h30 à 19h avec une rediffusion de 12h à 12h30, puis de 13h à 13h30 l'été 1986. L'été, le Top 20 est tourné en extérieur, en Camargue, au Maroc avec Jeanne Mas.
Yves Bigot remplace Marc Toesca pendant ses congés d'été. Canal+ étend sa diffusion sur le territoire national, le Top 50 a de plus en plus de notoriété.

#### Saison 1986/1987
À la rentrée 1986, l'émission est diffusée entre 18h45 et 19h15 et en rediffusion entre 12h et 12h30.
le 20 septembre 1986, Marc Toesca célèbre le centième classement du Top lors d'une émission spéciale. Il déclare alors dans son édito du 29e Top 50 magazine : « Champagne pour tout le monde et caviar pour les autres. Ohé braves gens, c'est la centième du Top, que la fête commence. Cent semaines, vous lisez bien, deux fois cinquante, une sorte de chiffre symbole qui a fait du Top une véritable institution de la musique... cent semaines de Top 50, c'est aussi 600 émissions, 1200 fois le générique et environ 6100 annonces de clips. »
On découvre un nouveau studio en octobre. Une émission est consacrée au Top d'or 1986 en janvier 1987, soient les titres ayant le mieux fonctionné au top en 1986. Un livre de recueil des biographies des artistes classés cette année-là est alors publié et vendu en kiosque. Marc Toesca aime bien trouver des surnoms aux « topeurs », Samantha Fox devient ainsi « les plus beaux poumons du top » et Elsa, « baby top ».
À noter qu'à partir du 4 mars 1987, le Top 20 disparait et devient un Top 30 bimensuel incluant les 33 tours, les cassettes et maintenant les compacts disc. Chaque mercredi sera consacré à ce classement des ventes d'albums permettant de découvrir les clips d'artistes qui n'ont pas forcément les honneurs du Top 50. On peut ainsi découvrir des clips de Paul Simon, Fleetwood Mac, Genesis, entre autres.
C'est à cette époque qu'est créé, le Top must, un récapitulatif du classement, qui rappelle les plus fortes progressions, les plus gros gadins, les entrées.
En 1987, Marc Toesca lui-même sort un 45 tours, produit par la maison de disques Carrère, et comprenant la chanson Femmes du monde qu'il a écrite et composée, mais le disque ne connaît pas un succès suffisant pour entrer au Top 50.
L'été 1987, la déclinaison hebdomadaire du classement se déroule entre 18h35 et 19h avec une rediffusion le lendemain de 13h05 à 13h30. Yves Bigot remplace toujours Marc Toesca quelques semaines pendant l'été.

#### Saison 1987/1988
La quotidienne est diffusée entre 18h15 et 18h45. Pendant les vacances de Noël 1987, du lundi 28 décembre au vendredi 1er janvier est diffusé le Top d'or 1987, les cinquante 45 tours et les trente albums les mieux classés, pendant les vacances de Nulle part ailleurs.
Le livre Top d'or 1987 avec Madonna en couverture sort en janvier 1988. Un jeu est créé, le Coca Cola Top quiz. Deux jeux avaient existé par le passé, un en partenariat avec le shampoing Timotei, puis un autre : le Carré milka Top 50.
L'été 1988, Marc Toesca, puis Yves Bigot pendant ses vacances, de 19h à 19h30 présentent la quotidienne.

#### Saison 1988/1989
À la rentrée 1988, petits changements pour la quotidienne, qui est diffusée de 18h45 à 19h30, avant Nulle part ailleurs. En effet, les lundis, mardis, jeudis et vendredis, la première partie de l'émission est consacrée au Top 50, la deuxième partie se concentre sur la diffusion de 2 clips d'albums classés au Top 30. Le mercredi étant consacré à la révélation du Top 30.
Deux nouvelles rubriques aussi à partir de septembre 1988, la rubrique mode Kelou kelou le mardi avec Corinne Lellouche et le Top around the world le jeudi avec Alain Gardinier. Ce dernier deviendra le joker de Marc Toesca pendant ses congés.
Des nouveaux jingles sont créés. Le logo du Top évolue, un triangle est derrière le T de « Top » et un carré derrière le P de « Top ».
Une émission est consacrée au Top d'or 1988 le 17 février 1989 pour la sortie du livre du Top d'or annuel. Celui-ci aura la forme d'un 45 tours et d'ailleurs un 45 tours sera offert avec cette publication. Une face avec N'importe quoi de Florent Pagny, l'autre avec Nothing's Gonna Change My Love for You de Glenn Medeiros.
Le 27 avril 1989 est créé le Top Albums, le classement des meilleures ventes de cassettes, d'albums et de CD en France. Ce classement, tout comme son ancêtre le Top 30, est bimensuel à sa création. Les émissions du jeudi et vendredi lui seront consacrées. Un tournant se précise, on veut mettre de plus en plus l'accent sur l'album et non plus sur le 45 tours. Le générique du Top Albums s'adapte et inclut une musique additionnelle au générique historique Dream de P. Lion, en effet, il s'enchaine avec un extrait de Shellshock des New Order.
L'été 1989, la quotidienne est diffusée de 19h10 à 20h. Un clip du passé est diffusé chaque soir.

#### Saison 1989/1990
La quotidienne se déroule entre 18h30 et 19h20. Corinne Lellouche quitte l'émission, sa rubrique mode "kelou kelou" n'aura durée qu'une saison, on découvre Cécile Tesseyre qui intervient le mardi avec sa rubrique Allo Cécile, elle donne les derniers potins sur les artistes classés et répond aux questions laissées sur le 3615 Top 50. Alain Gardinier assure toujours sa rubrique Top around the world et présente les dernières tendances musicales de la planète.
Le samedi 4 novembre 1989, Canal+, et le top, fêtent leurs 5 ans. Une émission spéciale se déroule en direct des locaux d'Europe 1 de 18 h à 20 h 30. L'équipe fête sa 1566e émission.
C'est alors l'occasion de faire les comptes, 934 titres ont été classés pendant ce quinquennat. Marc Toesca accueille de nombreux artistes sur son plateau comme Michel Sardou, Johnny Hallyday, Eddy Mitchell, Farid Chopel, Eric Serra, Sabine Paturel, Melody, Jeanne Mas, Julie Pietri, Kaoma, Patricia Kaas, Véronique Sanson, Les Innocents, Indochine...
Le Top a envoyé ses reporters à travers l'Europe. Jean-Luc Delarue a retrouvé le groupe Scorpions dans une piscine vide à Hanovre. Kim Wilde a accueilli Yves Bigot dans le repaire musical de sa famille à Knebworth, au nord de Londres où elle préparait son album de 1990. Alain Gardinier nous a fait découvrir le groupe Mecano en direct d'Espagne. Pour la Belgique, Gilles Verlant s'est vu déléguer la tâche de se promener en plein Bruxelles en compagnie de Philippe Swan. Cécile Tesseyre a rencontré pour l'anniversaire du Top Eros Ramazzotti sur la terrasse de son appartement en Italie et Gianna Nannini interprète une version acoustique de Joyeux Anniversaire-Tanti Auguri A te en Italien depuis un studio d'enregistrement milanais.
Enfin, un récapitulatif de tous les numéros un depuis 1984 est présenté sous forme de medley annuel.
Début 1990, sort le 4e (et dernier) livre du Top d'or annuel qui récapitule l'année 1989. Une émission est consacrée à la sortie de ce livre, et retrace l'année écoulée sous forme d'éphéméride.
En février 1990, le Top Albums prend un peu plus de place. Il se déroule du mercredi au jeudi, le Top 50 étant révélé le samedi de 19 h 30 à 20 h 30. Les émissions du lundi et mardi sont consacrés à la diffusion des entrées et des progressions du Top 50.
L'été 1990, l'émission est programmée de 19 h 20 à 20 h. Si Alain Gardinier est toujours le joker de Marc, la brestoise Valérie Payet (alors animatrice de Ca cartoon en quotidienne sur Canal+) présente l'émission pendant une semaine cet été-là.

#### Saison 1990/1991
C'est la dernière saison de Marc Toesca sur Canal + et sa première sur Europe 1. La quotidienne est diffusée entre 18 h 50 et 19 h 20.
Peu de changements pour cette dernière saison. Le seul petit changement se trouve dans le Top Albums où désormais Marc Toesca présente l'émission derrière un fond bleu.
Un clip Gold, soit un titre du passé est diffusé chaque jeudi. À Noël 1990, est diffusé le Top d'or de l'année sous forme d'éphéméride comme l'année précédente.
Quelques mois plus tôt, le magazine Top 50 a été arrêté. Le 16 juin, Bo le lavabo est arrivé no 1 au Top 50 qu'il parodie. Alors, quand le 20 octobre, Marc Toesca fête ses 35 ans, cet enfant du rock, de la pop anglo-saxonne et des blousons en cuir, commence à se sentir vieux et décalé face à un public adolescent réclamant son propre genre musical, la dance et le rap. Le présentateur constate que le courant de musique qu'il a soutenu est terminé. Son double cumul radio avec télévision le fatigue, il pense à arrêter la présentation sur Canal + pour ne garder que celle d'Europe 1.
On apprend en mars 1991 dans Télé 7 jours que Marc Toesca a décidé d’arrêter la présentation de l'émission sur Canal + à la fin de la saison. Au bout de 7 ans aux commandes du classement, Marc Toesca quitte Canal + pour ne rester qu'à Europe 1.
En juin 1991, Marc Toesca présente lors d'une révélation du Top 50, la cassette 2 titres, support qui sera dorénavant pris en compte pour élaborer le classement.
Il fête sa dernière émission au Balajo, rue de Lappe, à Paris avec ses amis du métier, des images de cette soirée concluent son dernier Top qu'il présente le 5 juillet 1991, sur Canal+ depuis Los Angeles aux côtés de Randy Newman, qui était dorénavant le Top Albums.
Le dernier numéro un du Top 50 de sa période était Mylène Farmer Désenchantée. L'été 1991 est le premier des 3 étés présenté par Cécile Tesseyre.

### Canal+ (2 septembre 1991 - 3 septembre 1993)
- Si vous ne connaissez pas le sujet, laissez ce bandeau (vous pouvez alors contacter les auteurs).
- Si vous supprimez le contenu mis en cause (vous pouvez préalablement contacter les auteurs),

argumentez précisément cette suppression dans la page de discussion
(un manque de référence n'est pas un argument ; une recherche réelle de référence doit avoir été effectuée, être formellement documentée).
- Présentation : Yvan Le Bolloc'h et Bruno Solo (remplacement : Cécile Tesseyre et Myriam Lafare)
- Fréquence :
  - lundi 2 septembre 1991 - jeudi 21 mai 1992 : Le Top, du lundi au jeudi (148 quotidiennes), un vendredi sur 2 : Top Albums (18 hebdomadaires), le Top 50 le samedi (37 hebdomadaires)
  - vendredi 22 mai 1992 - vendredi 3 septembre 1993 : Le Top, 18 h 55, du lundi au jeudi[13],[14],[15],[16] (264 quotidiennes), le Top Albums, le vendredi[17] (66 hebdomadaires), le Top 50 le samedi[18] (66 hebdomadaires)
- Générique Top 50 : Dream (P. Lion)
- Générique Top Albums : composition originale de Phil Marboeuf

L'accent est mis sur le Top Albums en semaine, le Top 50 étant uniquement diffusé le samedi. Les deux animateurs mêlent l'humour à l'actualité musicale.
Chaque lundi, un invité issu d'un autre milieu que celui de la musique vient donner son avis sur les derniers albums entrés au Top, ils choisissent aussi 3 clips parmi le Top Albums. Les autres soirs de la semaine, Yvan Le Bolloc'h s'entretient avec un artiste sur le canapé orange du studio et il leur offre un cadeau à la fin de l'interview.
Le mardi, Bruno Solo descend dans la rue et demande aux passants leur opinion sur un thème musical, c'est la rubrique Caméra urbaine.
Le mercredi, c'est le reportage de Bruno Solo.
Le jeudi, toutes les informations musicales sont compilées dans les Nouvelles news.
Le vendredi, l'émission commence dès 18h30 (contre 18h50 du lundi au jeudi). Un vendredi sur 2, c'est la révélation du Top Albums. À partir du vendredi 22 mai 1992, le Top Albums devient hebdomadaire.
Et enfin le samedi, dès 19h30, Yvan Le Bolloc'h dévoile le classement du Top 50. Bruno Solo se retrouve dans l'ascenseur du studio, il coanime l'émission en faisant des sketches et invente des personnages, dont celui de Bruno 2000, animateur dans les centres commerciaux. Il est parfois épaulé par Gus (alias Gustave de Kervern) qui officie maintenant dans l'émission Groland.
Le Coca Cola Top Quiz, devenu le jeu Coca Cola disparaît le mardi 25 mars 1992.
Cécile Tesseyre présente l'émission pendant les étés 1991, 1992 et 1993, elle remplace aussi les deux compères du 27 janvier au 3 février 1992. Sa connaissance des classements redonne de la crédibilité musicale à l'émission dans l'esprit de la période « Toesca ». Par exemple, elle retrace l'histoire du Top Albums durant l'été 1993 en diffusant chaque soir un clip d'un album ayant été numéro un des ventes d'albums depuis janvier 1985.
Myriam Lafare présente l'émission du 6 au 16 février et du 6 au 13 mai 1993. Yvan Le Bolloc'h présente 2 top d'or rebaptisés l'année du Top pour les Noëls de 1991 et 1992. En 1992, il présente cette émission à la Tour Eiffel.
À cette époque du début des années 1990, l'émission Top 50 avait de la concurrence, la chaine hertzienne M6 qui était à dominante musicale par sa convention (30 % de programmes musicaux), diffusait beaucoup de clips et de programmes musicaux, ainsi que son classement : le Multitop (qui deviendra ensuite le Hit Machine), émission qui se basait aussi sur des critères de ventes de disques.
Jugeant que Top no 1, filiale d'Europe 1 station productrice de l'émission télé, n'investit pas assez dans la mise en place d'un système électronique, le Snep prend en décembre 1992, dans le plus grand secret[réf. nécessaire], la décision de monter son propre Top. Les dirigeantd de Canal + et de Europe 1 décident d'arrêter le Top après sa dernière diffusion du vendredi 3 septembre.
Le jeudi 2 septembre 1993, Cécile Tesseyre présente le 462e et tout dernier Top 50 de Canal+, et annonce que demain sera le dernier Top Albums. Le lendemain, vendredi 3 septembre à 18 h 55, Cécile Tesseyre présente sur la chaine cryptée Canal+ le 148e et dernier Top Albums. Clin d'œil à l'histoire : Marc Toesca vient dire « bonsoir » pour « le tout dernier » Top qui s'arrête. Marc Toesca annonce le no 1 du Top Albums : Parc des Princes 1993 de Johnny Hallyday, puis demande à Cécile Tesseyre : « c'est toujours G.O. Culture qui demeurent en haut du top ? », « oui, avec Darla dirladada », « Il était temps que ça s'arrête, alors ! », répond-il, puis : « et le Top, c'est fini ». Cécile Tesseyre confirme : « c'est le dernier Top de l'histoire sur Canal + ».
Le même jour, un peu plus tard, de 20 h 00 à 21 h 00, Marc Toesca présente le dernier Top 50 sur Europe 1.
Dès le lendemain, le samedi 4 septembre 1993, Canal + remplace Le Top par une toute nouvelle émission musicale, présentée par Yvan Le Bolloc'h et Bruno Solo : Le plein de super. Mais le succès n'est pas au rendez-vous et l'émission s'arrête en juin 1994.

### Antenne 2(1985)
- Présentation : Alexandre Marcellin et Sam Choueka, sous les pseudonymes de Groucho et Chico[20]
- Générique : Body rock de Maria Vidal (musique du film du même titre)

Parallèlement à Canal +, et conformément à un accord avec Europe 1, Antenne 2 a diffusé du 12 janvier au 6 avril 1985 (13 émissions) chaque samedi en début d'après-midi le Top 50 sous une autre formule, avec un autre générique, d'autres présentateurs, mais le même logo.
L'émission était tournée au 101 de la Maison de Radio France. Leur mission était de faire découvrir le classement en priorité sur Antenne 2, puisque Canal + était très peu captée en France.
En avril 1985, les accords entre Canal+, Europe 1 et télé 7 Jours changent, et Canal + devient le seul diffuseur télé du classement.

### France 2(26 mai - 2 décembre 1995)
- Présentation : Samuel Zniber (Sam Z)
- Producteur : Marc Nivesse
- Générique : composition originale de Philippe Chany

Les classements des Top 50 et Top Albums sont maintenant élaborés par Ifop / TITE LIVE pour le SNEP, le syndicat national de l'édition phonographique, et non plus par Nielsen et Ipsos.
C'est Sam Z, alors animateur sur NRJ qui présente les classements.
L'émission est diffusée d'abord le vendredi après le journal de minuit, puis le samedi à partir du 16 septembre.
Le classement, qui ne dure plus qu'une demi-heure, donne uniquement les progressions, les entrées et le Top 5. Il n'existe alors plus aucun moyen à la télévision française de connaître en intégralité le classement des meilleures ventes d'albums et de singles. Seuls trois clips sont proposés en intégralité : la meilleure progression, la meilleure entrée, et le numéro un.
France 2 et Europe 1 prolonge la nuit avec différentes émissions musicales présentées par Frédéric Ferrer et Alexandra Bronkers: Mixmonde, Musimix, Multimix. le samedi vers midi, ils animent Mixage.
Toutes ces émissions sont produites par Jacques Clément pour Top no 1, la filiale télé d'Europe 1 (producteurs exécutifs : Marc Nivesse et Danielle Roumejon).

### TF6(22 décembre 2000 - 28 juin 2002)
- Présentation : Cathy Jacob
- Générique : Happy children (1erremix) de P.Lion

C'est dans le numéro 148 du journal professionnel Musique Info hebdo que l'on apprend que la future chaine TF6 va relancer le Top 50, soit 5 ans après l'arrêt de sa diffusion sur France 2.
Cathy Jacob, ex acolyte de Charly et Lulu sur M6, est choisie pour présenter l'émission.
Elle présente le classement dans un décor virtuel métallisé, inspiré du matériel Hi-Fi. Un bras de juke box amène les pochettes de disques et la chanson de P.Lion Happy children a été remixé pour assurer le générique de l'émission (ce qui marque le retour de P. Lion au générique du Top 50, après la période Dream sur Canal+).
Parallèlement aux 50 meilleures ventes de singles, Cathy Jacob dévoile les 5 premiers du Top Albums.
L'émission est produite par TF6 et Studio 1, entreprise appartenant à Lagardère, qui détient toujours avec le SNEP, les droits et la marque « Top 50 ».
Le classement est révélé le vendredi à 19h et rediffusé le samedi vers midi.

### MCM(du7 septembre 2002au18 décembre 2015et du22 août 2016au27 juin 2020)

#### Septembre 2002 - juin 2004
- Présentation : Ness
- Générique : Happy children (2eremix) de P. Lion

MCM décroche les droits de la médiatisation télé du Top 50 à TF6.
Ness prend les commandes de l'émission, elle dévoile le classement le samedi à 19 heures, dans le même style que Cathy Jacob sur TF6 auparavant.
Il n'y a pas de réel studio, comme sur TF6, Ness présente l'émission devant un fond bleu.
Enfin, MCM diffuse également l'intégralité des 50 titres classés du lundi au vendredi à 19 heures, mais il n'y a personne à la présentation.
Parallèlement au Top 50, Ness dévoile le classement des ventes d'albums sur France 2 dans l'adaptation française du Top of the Pops anglais, à partir de janvier 2003.

#### Septembre 2004 - juin 2005
- Présentation : Sabine Graissaguel
- Générique : Happy children (3e remix) de P. Lion

Ness a cédé sa place Sabine Graissaguel, qui a travaillé auparavant sur Disney Channel et TF1 dans des émissions jeunesse. Elle ne restera qu'une année à la présentation de l'émission.
Il n'y a toujours pas de décor, Sabine Graissaguel est devant un fond d'écran bleu.
Le classement est révélé le samedi à 20 heures, puis est rediffusé 2 autres fois dans la semaine, le dimanche et le mercredi.
Ness anime toujours le Top Of The Pops sur France 2, qui est aussi diffusée sur France 4 à partir d'avril 2005, soit au début du lancement de la TNT.
MCM Pop mais également MCM Top diffusent dorénavant le Top Albums, mais il n'y a pas de présentation, ce n'est qu'une suite de clips.

#### Septembre 2005 - juin 2006
- Présentation : Olia et Adrien Lemaître
- Générique : Happy children (remix de FAT)

Révolution à la rentrée 2005 avec l'arrivée du duo Olia et Adrien à la présentation de l'émission. Elle est diffusée le samedi à 19 heures.
Fini l'actualité musicale et les infos sur les ventes de disques, le duo joue des sketches tout au long de l'émission.
Ness anime toujours le Top Of The Pops, la version France Télévisions du Top Albums. Il est uniquement diffusé sur France 4 à partir de janvier 2006, dure 52 minutes et présente désormais les 50 albums classés. Ness reçoit un invité par émission.
L'émission s'arrête fin juin 2006 en même temps que l'arrêt de l'émission historique sur la BBC diffusée depuis 1962.

#### Saison 2008/2009
L'émission est désormais présentée en voix off par Sandrine Vendel, Olia étant partie sur Virgin 17.
Le classement est révélé le samedi à 10 h 20, rediffusé le samedi à 19 h 30, le dimanche à 13 h 30 et le vendredi à 21 h.
La quotidienne est diffusée à 7 h 40 et à 16 h.
Le Top Albums est passé de MCM Pop à Virgin 17, chaine du même groupe, et est rebaptisé Hit Albums, diffusé le mardi de 8 h 30 à 9 h, puis le samedi et le dimanche de 13 h 30 à 14 h 30. Il n'y a toujours pas d'animateurs, c'est toujours une suite de clips.

#### Saison 2009/2010
Pour fêter les 20 ans de MCM, l'émission se clôture par un ancien numéro 1 du Top 50, depuis l'émission du 12 septembre.

#### Saison 2010/2011
La diffusion passe du 4/3 au 16/9.
Le Top 50 sur MCM accueille une nouvelle voix off depuis le 4 septembre 2010, Stanislas Dutillieux, l'émission change de look cette saison, mais pas de formule.
La révélation du classement a toujours lieu le samedi matin à 9 heures.
Après l'arrêt de Virgin 17 le 31 août, le Top Albums n'est plus diffusé que sur MCM Top.
À partir de janvier, l'émission passe d'une durée de 1 heure à 1 h 30.
Depuis le 4 février 2011, le classement des ventes de singles intègre à la fois les ventes physiques, mais aussi les ventes numériques (téléchargements légaux). Il devient le classement officiel et de référence pour les ventes de singles en France. MCM diffuse dorénavant ce classement depuis le samedi 9 avril 2011. Par ailleurs, dès cette période et jusqu'à l'arrêt en janvier 2015, l'émission est rediffusée sur MCM Top.

#### 2012-2015: la lente disparition
À partir du 28 juillet 2012, MCM ne diffuse plus le classement officiel des ventes réelles de singles, celui fourni par l'IFOP TITE LIVE et le SNEP mais celui des ventes de virginmega.fr.
Depuis le 10 janvier 2015, le Top 50 apparaît, certes, encore dans le guide des programmes de MCM Top, mais n'est plus diffusé. Sur le site mcm.fr, le classement n'est plus mis à jour. Cela fait suite à l’arrêt de la plateforme de téléchargement Virgin Méga, qui a cessé son activité au soir du 31 décembre 2014, et dont le Top 50 se servait pour faire son classement.
Le vendredi 23 octobre 2015, MCM annonce le retour du top 50 à l'antenne à partir du 6 novembre 2015 avec chaque semaine une personne sera choisi avec une inscription de candidature (à faire sur mcm.fr) pour présenter le top 50. On note un changement de look, mais aussi un changement de formule et un changement de titre (devenant My Top 50). Le générique est le même ("Dream" de P. Lion) mais c'est nouvelle version remixée. Cette nouvelle version est arrêtée au bout d'un mois et demi.

#### 2016-2020: les tentatives de MCM
Depuis le 22 août 2016, MCM diffuse StreamHit, classement des 15 titres les plus écoutés sur Spotify France. Au départ, diffusé quotidiennement à 11 h et à 16 h avec une durée de 15 minutes et seulement en classant les 5 titres les plus écoutés, il a été rapidement diffusé de façon hebdomadaire avec une durée de 1 heure, le samedi à 9 h. Du 25 avril au 27 juin 2020, la chaîne utilise le classement de la version UK de Spotify. Depuis cette date, l'émission n'est plus diffusée.

### Émissions autour duTop 50

#### Autres classements
Top Digital 50
Cette émission présentait le classement des 50 titres les plus téléchargés du moment. Elle a été diffusée sur Europe 2 TV (puis Virgin 17) à partir de 2007 sous le nom Hit Digital. L'émission est rebaptisée Top Digital 50 l'année suivante. L'émission prend fin en août 2010 lorsque la chaîne devient Direct Star.
Top Streaming (depuis 2015)
En association avec le SNEP et la SCPP Top Streaming présente chaque semaine depuis le 26 mai 2015 sur CStar (anciennement D17), les clips les plus écoutés sur les plateformes de streaming. Cependant, ce n'est pas la seule émission consacrée au streaming ; elles peuvent être différentes en fonction de différents critères : par exemple, le StreamHit de MCM présente le classement de Spotify. De même pour M6 Music (Le Hit streaming) et Trace Urban (Stream Hit) qui ne prennent pas en compte, les chansons sans vidéo-clip notamment.
L'émission est diffusée le vendredi à 19h30. Elle était présentée par T-Miss ou en voix-off par Juanita Moutama jusqu'à septembre 2020. Elle est depuis présentée par Myriam Manhattan. Entre août 2015 et 2021, Olia Ougrik, ancienne présentatrice du Top 50 sur MCM entre 2005 et 2008, assurait la présentation en voix-off lors des vacances d'été.
En parallèle, la chaîne diffuse, depuis le samedi 9 septembre 2017, le Top Albums. L'émission est depuis janvier 2019, diffusée le vendredi à 20h et d'une durée d'1 heure. Elle est présentée par Alicia Fall, qui avait été la première présentatrice du Top Streaming entre mai et juillet 2015. Lors de ses absences, elle est remplacée en voix-off (Olia Ougrik a occupé cette fonction lors des vacances d'été jusqu'en 2021).

#### Autres émissions liées au Top 50
Génération Top 50 (depuis 2011)
À partir du 15 mai 2011, W9 diffuse Génération Top 50 présentée par Alexandre Devoise, puis par Jérôme Anthony où sont rediffusées des chansons d’après les classements du Top 50 des années 1980, 1990 et 2000.
- Les 30 ans du Top 50 (2014) sur M6 et W9

- Les 40 ans du Top 50, la soiree anniversaire (2024) sur M6

## La médiatisation du Top 50 à la radio

### Saison 1984/1986
Yann Hegann présente le Top 50 tous les jours sur Europe 1 en semaine de 16 h à 16 h 30, puis en soirée de 20 h à 20 h 30. La révélation du nouveau classement se déroule le dimanche entre 11 h et 13 h.

### Saison 1986/1987
Yann Hegann change d'horaire, ce sera en semaine de 16 h à 17 h, avant de changer d'horaire en janvier 1987 et investir la tranche 17h30-18h, avec la découverte du nouveau Top le dimanche après-midi entre 14 h et 17 h jusqu'en juillet ou le Top sera révélé le samedi de 15 h à 19 h.

### Saison 1987/1988
Arrivée de Laurence Boccolini à la présentation du Top 50 du lundi au vendredi de 17 h à 18 h. Révélation du nouveau classement de 15 h à 18 h le samedi.
En juillet 1988, on découvre Jean-Luc Delarue et Olivier Dorangeon en semaine de 19 h 30 à 20 h 30.

### Saison 1988/1989
Delarue et Dorangeon sont reconduits sur Europe 1 en semaine de 19 h 30 à 21 h. Le classement est révélé le dimanche de 11 h à 12 h 30 par Laurent Boyer puis par Eric Lacoeuilhe à partir de juillet 1989.

### Saison 1989/1990
Jean-Luc Delarue révolutionne l'émission et la rebaptise Top 50 « Système D ». Un nouveau chroniqueur fait ses débuts à l'antenne d'Europe 1 : Yvan le Bolloc'h. « Du Top 50, du jeu crétin, du Top Albums, des reportages de Super Bolloc'h, du cinéma, des cadeaux par milliers et des invités Top niveau », tel était le slogan de l'émission diffusée sur Europe 1 de 19 h 30 à 21 h à la saison 1989/1990. Eric Lacoeuilhe révélait le classement le dimanche de 10 h 30 à 12 h 30, puis le samedi de 10 h à 11 h à partir de janvier.

### Saison 1990/1991
Marc Toesca en semaine de 20 h à 21 h. Cécile Teysseyre décline en radio sa chronique « Allo Cécile ». Eric Lacoeuilhe révèle le classement le samedi après-midi de 15 h à 18 h, ce sont Les découvertes du Top 50.

### Saison 1991/1992
Marc Toesca est toujours sur Europe 1 alors qu'il a abandonné la présentation du Top sur Canal+. Le Top Albums est aussi programmé sur Europe 2 et présenté par Bruno Labouret.

### Saison 1992/1993
Marc Toesca est de 20 h à 21 h sur Europe 1. Eric Lacoeuilhe anime Les découvertes du Top 50 le samedi de 13 h 30 à 16 h à partir de janvier 1993. Sur Europe 2, on retrouve Nicolas Durois et Valli à la présentation du Top Albums le samedi de 17 h à 20 h jusqu'en septembre 1993.
La dernière du Top 50 a lieu sur Canal+ le 3 septembre 1993, ce qui entraîne la fin de la diffusion du classement sur l'antenne d'Europe 1.

### Saison 1993/1994
Plus de Top sur Europe 1, ni sur Canal+. Marc Toesca conserve son créneau horaire avec une émission qui présente les tubes du moment regroupés en playlist. Même si l'émission s'appelle toujours le Top, elle ne commente pas les ventes de disques.

### Saison 1994/1995
Marc Toesca présente le Top Live, où il reçoit des artistes en live.
À la suite du retour du Top 50 sur France 2, Yann Kulig présente le Top Albums et Christian Ledan le Top 50, à partir du 27 mai 1995 de 14 h 30 à 17 h puis de 13 h à 18 h pendant l'été.

### Saison 1995/1996
Marc Toesca reprend les commandes du Top sur Europe 1 à partir du 9 septembre de 14 h 30 à 18 h.
Eric Madelon succède à Frédéric Ferrer au Top Albums sur Europe 2 le dimanche de 10 h à 12 h. Europe 1 change de cap à la rentrée 1996 et abandonne la quasi-totalité de ses émissions musicales. Le Top 50 en fera les frais. Marc Toesca quitte la présentation du Top 50 sur Europe 1 le 31 août 1996 ; il quitte aussi Europe 1 après une collaboration de 12 ans.

### Saison 1996/1997
Europe 2 est désormais le seul média qui diffuse le Top. Lionel Safré présente un condensé des ventes d'albums et de singles le dimanche de 10 h à 12 h puis à partir de 9 h dès le 17 novembre 1996.
À la fin de l'été 1997, Europe 2 abandonne la diffusion du Top. Seule la presse sur Internet diffuse les classements des Top 50 et Top Albums.

### Été 2009
Le Top est de retour sur Europe 1 pour le 25e anniversaire de la création du classement et retrace toutes les chansons classées du 4 novembre 1984 jusqu'à nos jours.
L’émission présentée par le chanteur Dave et Aline Afanoukoé, fut à l’antenne du 6 juillet au 21 août, du lundi au vendredi entre 14 h 30 et 16 h.
Le duo crédibilise l'émission en ne parlant que de musique, en citant le nombre de titres classés par artistes au Top depuis 25 ans, en indiquant le meilleur classement du 45 tours et en donnant le nombre de semaines classées par la chanson.
L'émission propose différentes rubriques : 25 ans de duos, 25 ans de chansons à texte[réf. nécessaire], 25 ans de bandes originales de films, 25 ans de musiques de pub, 25 ans de filles sexy, 25 ans de rayons de soleil, le quart d'heure américain, les grosses pointures du Top.
Chaque après-midi est consacré à une année de 1984 à 2009. Quelques années seront traitées sur 2 émissions : 1985, 1986, 1988, 1989.
Les 2 animateurs ont régulièrement des invités au téléphone pour évoquer leur carrière dans le Top 50 comme Jeanne Mas, François Feldman, Pascal Obispo, Frédéric François, Helmut Fritz, Philippe Lavil, Ophélie Winter, Didier, Barbelivien, Elsa…
Lors de la première émission, ils appellent Philippe Gildas, le créateur du classement, afin d'expliquer aux auditeurs la genèse du classement. Ils auront d'autres anciens animateurs du Top 50 à l'antenne durant les 7 semaines d'émission comme Laurence Boccolini, Yann Hegann ou Yvan Le Bolloc'h.

### Saison 2009/2010
C'est le grand retour de la révélation du Top 50 sur l'antenne d'Europe 1. Le dernier Top ayant été diffusé sur cette station le 31 août 1996 par Marc Toesca.
Aline Afanoukoé, qui a présenté avec brio l'été passé Top 50, 25 ans de tubes sur Europe 1 avec Dave, présente le Top 50 tous les samedis de 15 à 16 heures depuis le 29 août 2009.
Dans la première demi-heure, elle présente les ventes d'albums, à savoir le Top Albums. Aline évoque les sorties, les entrées, les progressions, ce n'est pas une révélation classique de classement de la 50e à la première place.
Dans le deuxième demi-heure, Aline présente le classement des singles, non pas celui des ventes physiques, mais celui des téléchargements.
Aline interviewe 3 artistes par émission.
Le Top 50, le classement des ventes physiques de singles en magasin est toujours diffusé à la Télé sur MCM.

## La médiatisation du Top 50 dans la presse
L’hebdomadaire Télé 7 jours publie le classement dès sa création le 4 novembre 1984 jusqu'à sa disparition des antennes de Canal+, d'Europe 1 et Europe 2 en septembre 1993. Le premier numéro de Télé 7 jours à avoir publié le classement est le no 1276 donnant les programmes télévisuelles du 10 au 16 novembre 1984, avec un seul et unique classement du top 50 faisant la synthèse des classements quotidiens du 4 au 9 novembre 1984. Le second numéro sera le no 1277 du 17 novembre 1984 qui publiera un seul classement top 50 du 10 au 16 novembre 1984. Le dernier numéro sera le n°1727 du 3 septembre 1993 qui publiera le top 50 daté du 27 août au 2 septembre 1993[à vérifier]. La dernière diffusion du Top 50 sur Canal+ et Europe 1 a eu lieu le vendredi 3 septembre 1993.
Le magazine Top 50 est créé le 11 mars 1986. On peut alors suivre chaque semaine la carrière d'un artiste du Top 50 qui est en couverture. Marc Toesca signe l'édito du magazine de son célèbre slogan « salut les p'tits clous ». Différentes rubriques composent ce magazine, Top là!, Les frissonnants, 2 paroles de chansons, sans oublier le classement au centre du magazine et les 2 posters. Le magazine coûte 5 francs à sa création afin de passer à 6 francs au numéro 183 du 2 septembre 1989. Le magazine disparaît après 215 numéros, le dernier étant publié le 14 avril 1990. Marc Toesca ne fera aucune allusion à la disparition du magazine sur l'antenne de Canal+. Dès la semaine suivante, OK magazine publiera le classement et jusqu'en 1991.
En 1992, on peut retrouver le classement du Top Albums dans les colonnes de L'Express puis dans Le Journal du Dimanche à partir du 25 décembre 1992, et ce, jusqu'à son abandon par Canal+ en septembre 1993.
À partir de septembre 1993, ce n'est plus Nielsen et Ipsos qui élaborent le classement. C'est l'institut Ifop Tite Live pour le SNEP, le GIEEPA et l'UFPI. Ombre au tableau : ce classement ne bénéficie d'aucune médiatisation télé, radio ou presse grand public. Seule la presse spécialisée publie les classements.
Créé en 1992, le magazine Platine publie les classements des Top Albums et Top 50 à partir de janvier 1995. Elia Habib réalisera des « chartroscopies », sortes de commentaires des classements de 2004 à 2006.
Enfin, le magazine professionnel Musique Info hebdo publie bien entendu tous les classements de ventes de disques depuis sa création à l'automne 1997.
De septembre 2010 à janvier 2011, Benoît Nédélec présente dans Platine magazine la saga de Top 50 magazine (1986/1990), à raison d'une année par numéro.
De 2015 à 2021, Thierry Cadet présente Le Top Vintage sur Melody : le classement des différents tops officiels des ventes (dont le Top 50), de 1984 à 2000. A chaque fin d'émission, il met en avant le clip d'un frissonnant, ce 45 tours resté sous la barre des 50 premiers du Top.

## Sur Internet
Jusqu'en 2006, à cause de droits d'auteurs, les classements antérieurs ne pouvaient pas être présents sur ce média.
Depuis octobre 2008, les classements ne sont plus disponibles sur le site de l'IFOP. Pour pouvoir les consulter, il faut désormais visiter Charts in France ou purecharts.fr qui a archivé l'intégralité du classement, semaine par semaine, de 1984 à nos jours

## Génériques
Depuis novembre 1984, le générique le plus fréquemment utilisé aura été celui de P.Lion, un artiste musicien italien : son tube Dream a été utilisé pour le générique du Top 50 de 1984 à 1993 et son autre tube Happy Children aura également été le générique du Top 50 sur TF6 et MCM de 2000 à 2008.

## Les Enfants du Top 50: compilation pour les 30 ans
Les Enfants du Top 50 est une compilation créée pour fêter les 30 ans de l'émission parue le 13 octobre 2014.
Cet album de reprises de titres essentiellement classés dans le Top 50 des années 1980 (années 1990 pour certains) a été réalisé par Jean-Félix Lalanne.
Classement hebdomadaire :
| Classement (2014) | Meilleure position |
| ----------------- | ------------------ |
| France (SNEP)     | 4                  |